# Lo chiameremo Andrea
Lo chiameremo Andrea è un film del 1972 diretto da Vittorio De Sica.

## Trama
Paolo e Maria sono due maestri elementari, che si amano, ma non riescono ad avere un figlio. Fatti i dovuti accertamenti apprendono che ciò è dovuto all'infertilità di lei a causa di piccole imperfezioni organiche, peraltro superabili con un cambiamento dello stile di vita. Prese tutte le precauzioni, tra le quali una tenda ad ossigeno per ovviare l'inquinamento dell'aria dovuto ad un cementificio vicino, ella resterà incinta, ma sarà solo una gravidanza isterica che non riuscirà a confessare al marito.